# Hemidactylus acanthopholis
Espèce
Hemidactylus acanthopholis est une espèce de geckos de la famille des Gekkonidae.

## Répartition
Cette espèce est endémique du Tamil Nadu en Inde.

## Publication originale
- Mirza & Sanap, 2014 : Mirza, Zeeshan A; Rajesh V Sanap 2014. A new Cryptic species of Gecko of the genus Hemidactylus Oken, 1817 (Reptilia: Gekkonidae) from Southern India. Taprobanica, vol. 6, no 1, p. 12-20.